# Alexander Morgan
Alexander Morgan (ur. 18 lipca 1994 w Melbourne) – australijski kolarz torowy i szosowy, złoty medalista torowych mistrzostw świata.

## Kariera
Pierwszy sukces w karierze Alexander Morgan osiągnął w 2011 roku, kiedy wspólnie z kolegami z reprezentacji zdobył złoty medal w drużynowym wyścigu na dochodzenie podczas torowych mistrzostw świata juniorów. W tym samym roku zwyciężył w indywidualnej jeździe na czas podczas kolarskich mistrzostw Oceanii w Dookie. Na rozgrywanych rok później torowych mistrzostwach świata juniorów ponownie zwyciężył w drużynowym wyścigu na dochodzenie, a indywidualnie był trzeci. W 2012 roku wystąpił także na szosowych mistrzostwach świata w Valkenburgu, gdzie w kategorii juniorów był czwarty w indywidualnej jeździe na czas. W 2013 roku brał udział w torowych mistrzostwach świata w Mińsku, gdzie reprezentacja Australii w składzie: Glenn O’Shea, Alexander Edmondson, Michael Hepburn i Alexander Morgan była najlepsza.